# 佐賀県医療センター好生館
地方独立行政法人佐賀県医療センター好生館（さがけんいりょうせんたーこうせいかん）は、佐賀県佐賀市にある医療機関。これは法人名であり、医療機関名称としては「佐賀県医療センター好生館」である。
佐賀県下では医療機能、病床数などにおいて佐賀大学医学部附属病院と並ぶ大規模な中核病院である。
赤十字を横に並べたものをシンボルマークとしている。

## 沿革
古くは佐賀藩主鍋島直正が天保5年（1834年）に創設した医学館を源流とし、安政5年（1858年）水ケ江に移転。この時直正から「好生館」と命名される。この時はまだ今の「医科大学」に相当するような医学校だった 。
明治の近代化で1888年（明治21年）に学校部の組織が消え「公立佐賀病院」となり、1896年（明治29年）県に移管され「佐賀県立病院好生館」と改称。この経緯から病院の管理者は代々「館長」と呼ばれる。建物は当初木造、1955年（昭和30年）と1960年（昭和35年）に鉄筋コンクリート造に増改築されている。古川康が知事となって以降経営改革が進められ、2010年（平成22年）に運営者が県本体から新たに作られた同名の地方独立行政法人に移された。さらに、水ケ江の病院は敷地が狭く、医療技術の変化に対応できなくなってきたことから移転が計画され、2013年（平成25年）5月、市の西部嘉瀬地区に新築した病院に移転。
その際、名称を「県立病院」から「県医療センター」に改め、県の中核医療機関となることを明確にした。佐賀大学医学部附属病院を基地病院とする佐賀ドクターヘリの協力病院である。
令和2年（2020年）4月1日に佐賀県医療センター好生館看護学院開設。佐賀県立総合看護学院から助産学科・看護学科が移管された。

## 診療部門
内科系
- 内科
  - 血液内科
  - 神経内科
  - 消化器内科
  - 肝臓・胆のう・膵臓内科
  - 呼吸器内科
  - 腎臓内科
  - 糖尿病代謝内科
  - 腫瘍内科
  - 総合内科
  - 膠原病・リウマチ内科
- 循環器内科
- 放射線科
- 小児科
- 緩和ケア科
- 精神科

外科系
- 外科
  - 消化器外科
  - 肝臓・胆のう・膵臓外科
  - 呼吸器外科
  - 小児外科
- 整形外科
- リハビリテーション科
- 泌尿器科
- 心臓血管外科
- 脳神経外科
- 耳鼻いんこう科
- 眼科
- 産婦人科
- 皮膚科
- 形成外科
- 歯科口腔外科

救命救急センター
- 救命救急センター
  - 救急科
  - 災害対策室

看護部
- 看護部

中央診療部門
- 麻酔科
- 集中治療部
- 手術部
- 材料部
- 放射線部
- IVRセンター
- 外傷センター
- ハートセンター
- 消化器病センター
- 呼吸器センター
- 糖尿病センター
- 脳卒中センター
- 検査部
- 病理部
- 輸血部
- 薬剤部
- リハビリテーションセンター
- 栄養管理部
- 人工透析室
- 外来化学療法室

診療支援部門
- MEセンター
- 感染制御部
- 医療安全管理部
- 医療情報部
- 事務部
- 相談支援センター
- 地域医療連携センター
- 組織横断的医療チーム
- 総合教育研修センター
- 国際交流室

## 医療機関の指定等
- 保険医療機関
- 労災保険指定医療機関[3]
- 開放型病院[4]
- 指定自立支援医療機関
  - 更生医療
  - 育成医療
  - 精神通院医療
- 身体障害者福祉法指定医の配置されている医療機関
- 精神保健指定医の配置されている医療機関
- 生活保護法指定医療機関
- 指定養育医療機関
- 原子爆弾被害者医療指定医療機関
- 原子爆弾被害者一般疾病医療取扱医療機関
- 第一種感染症指定医療機関
- 母体保護法指定医の配置されている医療機関
- 地域周産期母子医療センター
- 地域医療支援病院
- 基幹災害拠点病院
- 原子力災害拠点病院
- 救命救急センター
- 臨床研修指定病院
- 地域がん診療連携拠点病院
- がんゲノム医療連携病院[5]
- エイズ治療拠点病院
- DPC特定病院群
- 日本医療機能評価機構[6]認定病院[7]
- ISO15189認定取得病院[8]
- DMAT指定医療機関
- 臓器提供施設[9]

## 附属施設
- レストラン 「クロスワン CROSS ONE」
- ローソン佐賀県医療センター好生館店[10]
- 日新こども園 好生館分園「きらら」[11]

## 交通アクセス
移転により大きく変わった。バス停は「医療センター好生館」。
| 事業者名     | 番号                                 | 路線名                             | 備考                                   |
| ------------ | ------------------------------------ | ---------------------------------- | -------------------------------------- |
| 佐賀市営バス | 18                                   | 徳万・久保田線                     | 途中乗り入れ                           |
| 佐賀市営バス | 27                                   | 嘉瀬新町・久保田線                 | 途中乗り入れ                           |
| 佐賀市営バス | 1                                    | 上記の逆方向の佐賀駅バスセンター行 | 18・27由来は途中乗り入れ、59由来は始発 |
| 昭和バス     | 佐賀駅行き 1 唐津行き 71 多久行き 72 | 唐津 - 佐賀線                      |                                        |
| 祐徳バス     | なし                                 | 鹿島 - 佐賀                        |                                        |
| 祐徳バス     | なし                                 | 武雄 - 佐賀                        |                                        |